# اقتصاد بابوا غينيا الجديدة
بابوا غينيا الجديدة غنية بالموارد الطبيعية، لكن التضاريس الوعرة وارتفاع تكلفة تطوير البنية التحتية أعاق استغلال هذه الموارد. توفر الزراعة العيش الكفاف للجزء الأكبر من السكان. احتياطي المعادن، بما في ذلك النفط، النحاس، والذهب تشكل 72٪ من عائدات التصدير. وقد دعم دعم الاقتصاد المساعدات من أستراليا ومساعدات التنمية تحت رعاية البنك الدولي.
1. ↑  "قاعدة بيانات البنك الدولي". البنك الدولي. اطلع عليه بتاريخ 2018-10-20.
2. ↑  وصلة مرجع: http://www.imf.org/external/datamapper/NGDP_RPCH@WEO?year=2016.
3. ↑  "قاعدة بيانات البنك الدولي". البنك الدولي. اطلع عليه بتاريخ 2019-05-27.
4. ↑  وصلة مرجع: http://www.imf.org/external/datamapper/PCPIEPCH@WEO?year=2016.
5. ↑  "قاعدة بيانات البنك الدولي". البنك الدولي. اطلع عليه بتاريخ 2019-05-01.